# Eduardo Amorós
Eduardo Julio Amorós Lluch (Valencia, 25 de abril de 1943 - 11 de enero de 2023) fue un jinete español.
Ganó el Gran Premio del Concurso de Saltos Internacional de Madrid en 1967 y 1968; y el de Gijón en 1967.

## Participaciones en Juegos Olímpicos
- Montreal 1976, décimo en salto individual y sexto en salto por equipos.